# North Warnborough
North Warnborough – wieś w Anglii, w Hampshire. Leży 32,9 km od miasta Winchester, 49,1 km od miasta Southampton i 66,8 km od Londynu. W 2015 miejscowość liczyła 1070 mieszkańców. W latach 1870–1872 miejscowość liczyła 704 mieszkańców.